# Noita (Computerspiel)
Noita (finnisch für „Hexe“) ist ein Action-Adventure-Roguelite-Computerspiel, das von Nolla Games entwickelt wurde. Es zeichnet sich durch eine prozedural erzeugte, zweidimensionale Spielwelt aus, in der jedes Pixel physikalisch simuliert wird. Mithilfe von selbst gestalteten Zaubern kann sich der Spieler durch die generierte Welt hindurchkämpfen und diese erforschen.

## Handlung
Im Mittelpunkt von Noita steht vor allem die Spielmechanik, eine Geschichte ist höchstens in Ansätzen vorhanden.
Der Spieler spielt eine Hexe, die auf ihrer Reise durch ein unterirdisches Höhlensystem versucht, immer tiefer bis ans Ende zu gelangen. Eine Motivation für ihr Handeln fehlt gänzlich.
In der Eröffnungsszene des Spiels werden die Zeichnung eines Vogels und eines Eies am Sternenhimmel gezeigt, die vermutlich auf den finnischen Schöpfungsmythos von Kalevala anspielen sollen. Laut diesem ist die Erde den Scherben eines Vogeleies entsprungen.

## Spielprinzip und Technik
Der Spieler steuert im Spiel Noita eine Hexe innerhalb einer prozedural erzeugten, zweidimensionalen Welt, wobei jedes Pixel separat physikalisch simuliert wird. Dabei muss er Zauber wirken, um sich gegen Feinde, zu denen auch Kreaturen der finnischen Mythologie gehören, zu verteidigen. Ebenso wie die Welt bei jedem Spieldurchgang neu zufällig generiert wird, steht dem Spieler bei jedem Durchgang auch eine neue zufällige Auswahl an Zaubern und Tränken zur Verfügung. Dabei lassen sich mehrere Zauber auf einem Zauberstab auch kombinieren, sodass stärkere Zauber entstehen. Auch ist das Wechseln zwischen bis zu vier verschiedenen Zauberstäben, die unterschiedliche Zauber tragen können, möglich, sodass der Spieler auf eine Spielsituation unterschiedlich reagieren kann.
Ziel des Spieles ist es, ganz tief in den Untergrund der Welt zu gelangen, um das Ende zu erreichen. Ob der Spieler den Weg laufend zurücklegt, sich teleportiert oder durch das Erdreich hindurchgräbt, ist ihm selbst überlassen, aber meist von seiner Ausstattung und seinen Zaubern abhängig. Mit jedem Level im Spiel gelangt der Spieler tiefer in den Untergrund. Am Ende eines jeden Levels befindet sich ein lilafarbenes Portal, das ihn in einen Tempelraum führt. Hier kann der Spieler seine Zauberstäbe bearbeiten, sich neue zufällig generierte Zauber auswählen, Leben regenerieren und sich einen von drei Vorteilen für das nächste Level aussuchen. Verlässt er den Tempelraum wieder, so gelangt er ins nächste Level.
Der Tod ist nach dem Permadeath-Prinzip in Noita endgültig: Stirbt der Spieler, so bleibt sein Fortschritt nicht erhalten und er muss von Neuem beginnen.

## Entwicklung
Noita wurde vom unabhängigen Spielestudio Nolla Games entwickelt, das seinen Sitz in Helsinki (Finnland) hat. Das Studio wurde von Petri Purho (Entwickler von Crayon Physics Deluxe), Olli Harjola (Entwickler von The Swapper) und Arvi Teikari (Entwickler von Baba Is You) gegründet. Bei der Entwicklung von Noita ließen sich die Entwickler vom Artillery-Spiel Liero, Falling-Sand-Spielen und modernen Roguelike-Spielen inspirieren.
Die Early-Access-Version von Noita wurde am 24. September 2019 veröffentlicht, etwa ein Jahr später, am 15. Oktober 2020, folgte die Veröffentlichung der Version 1.0. Das Spiel wird digital von GOG.com, Humble Bundle, itch.io und Steam vertrieben.

## Rezeption
Noita war beim Independent Games Festival 2019 als Finalist für die drei Kategorien „Seamus McNally Grand Prix“, „Design Excellence“ und „Nuovo Award“ nominiert. Im selben Jahr war das Spiel bei den 20. Game Developers Choice Awards für die Kategorie „Best Technology“ nominiert. Die finnische Computertechnologie-Webseite Muropaketti bewertete die Early-Access-Version des Spiels mit 4 von 5 Punkten und beschrieb Noita als „ausgelassen und süchtig machend“. Das Spiel habe „hohe Erwartungen an die fertige Version geweckt“.